# Asterometra longicirra
Asterometra longicirra is een haarster uit de familie Asterometridae.
De wetenschappelijke naam van de soort werd in 1888 gepubliceerd door Philip Herbert Carpenter.